# Premios Fundación BBVA Fronteras del Conocimiento
Los Premios Fundación BBVA Fronteras del Conocimiento son un conjunto de galardones de carácter internacional otorgados por la Fundación BBVA en colaboración con el Consejo Superior de Investigaciones Científicas, que reconocen contribuciones fundamentales en el área de la investigación científica y creación cultural. Las categorías incluyen el conocimiento básico, los desarrollos en tecnologías de la información y la comunicación, las interacciones entre la biología y la medicina, la ecología y la biología de la conservación, el cambio climático, la economía, las humanidades y las ciencias sociales. Finalmente, la creación e interpretación de música contemporánea.
Los Premios se instituyeron en el año 2008, entregándose por primera vez al año siguiente que fue 2009.

## Categorías
Los Premios Fronteras del Conocimiento se convocan en ocho:
- Ciencias básicas.
- Biomedicina y Biología.
- Tecnologías de la información y la comunicación.
- Ecología y Biología de la conservación.
- Cambio climático.
- Economía, Finanzas y Administración o gestión de empresas.
- Música y Ópera.
- Humanidades y Ciencias sociales (a partir de la XI edición del año 2018).
- Cooperación al desarrollo (hasta la X edición del año 2017).

## Concesión de los galardones

### Los jurados
Hay ocho, uno por cada categoría. Cada uno de ellos analiza las candidaturas, que son presentadas por instituciones académicas y de investigación internacional.
Los presidentes de los jurados de la edición del año 2018 fueron:
- En Ciencias básicas, Theodor W. Hänsch, director de la División de Espectroscopia Láser de la Sociedad Max Planck de Óptica cuántica y Premio Nobel de Física.
- En Biología y Biomedicina, Angelika Schnieke, catedrática de Biotecnología Animal Universidad Tecnológica de Múnich.
- En Ecología y Biología de la conservación, Emily Bernhardt, titular de la Cátedra Jerry G. y Patricia Crawford Hubbard en el Departamento de Biología de la Universidad Duke.
- En Tecnologías de la información y la comunicación, George Gottlob, catedrático del Departamento de Ciencias de la Computación en la Universidad de Oxford.
- En Economía, Finanzas y Gestión de Empresas, Eric S. Maskin, Adams University Professor de la Universidad de Harvard y Premio de Economía Conmemorativo de Alfred Nobel.
- En Música y Ópera, Joana Carneiro, Directora principal de la Orquesta Sinfónica Portuguesa.
- En Cambio climático, Bjorn Stevens, director del Instituto Max Planck de Meteorología.
- En Humanidades y Ciencias sociales, Scott Soames, Distinguished professor de la Facultad de Filosofía de la Universidad del Sur de California (Estados Unidos).

### Fallo de los jurados
Para elegir a cada laureado, los ocho jurados se reúnen entre los meses de enero y abril en el Palacio del Marqués de Salamanca, sede madrileña de la Fundación BBVA.
Al día siguiente de la resolución del jurado, tiene lugar en la misma sede de la fundación, un acto de comunicación para dar a conocer el fallo y explicar la contribución del galardonado o galardonados.

### Ceremonia
Hasta la X edición del año 2018, los Premios se entregaron cada año en una ceremonia celebrada en junio en el Palacio del Marqués de Salamanca, sede madrileña de la Fundación BBVA.
A partir de la XI edición del año 2019 los Premios se entregan en el Palacio Euskalduna de Bilbao.

## Premios
Según las bases para la convocatoria del año 2017, consistirá en un símbolo artístico, un diploma y 400 000 euros por categoría. Si es compartido, la cuantía de dinero se dividiría entre los galardonados.

## Galardonados[12]
| Año  | Galardonado                                                               | Nacionalidad                       | Categoría                                       | Premio Nobel    |
| ---- | ------------------------------------------------------------------------- | ---------------------------------- | ----------------------------------------------- | --------------- |
| 2024 | Svetlana Mojsov                                                           | Macedonia del Norte Estados Unidos | Biología y Biomedicina                          |                 |
| 2024 | Jens Juul Holst                                                           | Dinamarca                          | Biología y Biomedicina                          |                 |
| 2024 | Joel F. Habener                                                           | Estados Unidos                     | Biología y Biomedicina                          |                 |
| 2024 | Daniel Joshua Drucker                                                     | Canadá                             | Biología y Biomedicina                          |                 |
| 2024 | Anil Jain                                                                 | India                              | Tecnologías de la Información y la Comunicación |                 |
| 2024 | Michael I. Jordan                                                         | Estados Unidos                     | Tecnologías de la Información y la Comunicación |                 |
| 2024 | Olivier Blanchard                                                         | Francia                            | Economía, Finanzas y Gestión de Empresas        |                 |
| 2024 | Jordi Galí                                                                | España                             | Economía, Finanzas y Gestión de Empresas        |                 |
| 2024 | Michael Woodford                                                          | Estados Unidos                     | Economía, Finanzas y Gestión de Empresas        |                 |
| 2024 | Toshio Hosokawa                                                           | Japón                              | Música y Ópera                                  |                 |
| 2024 | Anthony G. Greenwald                                                      | Estados Unidos                     | Ciencias Sociales                               |                 |
| 2024 | Mahzarin R. Banaji                                                        | India Estados Unidos               | Ciencias Sociales                               |                 |
| 2024 | Dolores Albarracín                                                        | Argentina Estados Unidos           | Ciencias Sociales                               |                 |
| 2024 | Icek Ajzen                                                                | Polonia · Estados Unidos           | Ciencias Sociales                               |                 |
| 2024 | Richard E. Petty                                                          | Estados Unidos                     | Ciencias Sociales                               |                 |
| 2024 | Avelino Corma                                                             | España                             | Ciencias Básicas                                |                 |
| 2024 | Helmut Schwarz                                                            | Alemania                           | Ciencias Básicas                                |                 |
| 2024 | John F. Hartwig                                                           | Estados Unidos                     | Ciencias Básicas                                |                 |
| 2024 | Camille Parmesan                                                          | Estados Unidos                     | Cambio Climático y Ciencias del Medio Ambiente  |                 |
| 2024 | Philip Kitcher                                                            | Estados Unidos                     | Humanidades                                     |                 |
| 2023 | Ulrich Hartl                                                              | Alemania                           | Biología y Biomedicina                          |                 |
| 2023 | Arthur Horwich                                                            | Estados Unidos                     | Biología y Biomedicina                          |                 |
| 2023 | Kazutoshi Mori                                                            | Japón                              | Biología y Biomedicina                          |                 |
| 2023 | Peter Walter                                                              | Alemania                           | Biología y Biomedicina                          |                 |
| 2023 | Gerardo Ceballos                                                          | México                             | Ecología y Biología de la Conservación          |                 |
| 2023 | Rodolfo Dirzo                                                             | México                             | Ecología y Biología de la conservación          |                 |
| 2023 | Dorthe Dahl-Jensen                                                        | Dinamarca                          | Cambio climático                                |                 |
| 2023 | Jean Jouzel                                                               | Francia                            | Cambio climático                                |                 |
| 2023 | Valérie Masson-Delmotte                                                   | Francia                            | Cambio climático                                |                 |
| 2023 | Jakob Schwander                                                           | Suiza                              | Cambio climático                                |                 |
| 2023 | Thomas Stocker                                                            | Suiza                              | Cambio climático                                |                 |
| 2023 | Takeo Kanade                                                              | Japón                              | Tecnologías de la información y la comunicación |                 |
| 2023 | Claire Voisin                                                             | Francia                            | Ciencias básicas                                |                 |
| 2023 | Yakov Eliashberg                                                          | Estados Unidos                     | Ciencias básicas                                |                 |
| 2023 | Partha Dasgupta                                                           | India Reino Unido                  | Economía, Finanzas y Gestión de Empresas        |                 |
| 2023 | Elke Weber                                                                | Alemania                           | Humanidades y Ciencias Sociales                 |                 |
| 2023 | George Benjamin                                                           | Reino Unido                        | Economía, Finanzas y Gestión de Empresas        |                 |
| 2022 | Paul Corkum                                                               | Canadá                             | Ciencias básicas                                |                 |
| 2022 | Ferenc Krausz                                                             | Hungría                            | Ciencias básicas                                | Física (2023)   |
| 2022 | Anne L’Huillier                                                           | Francia                            | Ciencias básicas                                | Física (2023)   |
| 2022 | David Baker                                                               | Estados Unidos                     | Biología y Biomedicina                          |                 |
| 2022 | Demis Hassabis                                                            | Reino Unido                        | Biología y Biomedicina                          |                 |
| 2022 | John Jumper                                                               | Estados Unidos                     | Biología y Biomedicina                          |                 |
| 2022 | Alberto Sangiovanni Vincentelli                                           | Italia                             | Tecnologías de la información y la comunicación |                 |
| 2022 | Susan Alberts                                                             | Estados Unidos                     | Ecología y Biología de la Conservación          |                 |
| 2022 | Jeanne Altmann                                                            | Estados Unidos                     | Ecología y Biología de la Conservación          |                 |
| 2022 | Marlene Zuk                                                               | Estados Unidos                     | Ecología y Biología de la Conservación          |                 |
| 2022 | Ellen Thomas                                                              | Países Bajos                       | Cambio Climático                                |                 |
| 2022 | James Zachos                                                              | Estados Unidos                     | Cambio Climático                                |                 |
| 2022 | Thomas Adès                                                               | Reino Unido                        | Música y Ópera                                  |                 |
| 2022 | Peter Singer                                                              | Australia                          | Humanidades y Ciencias Sociales                 |                 |
| 2022 | Steven Pinker                                                             | Canadá                             | Humanidades y Ciencias Sociales                 |                 |
| 2022 | Guido Tabellini                                                           | Italia                             | Economía, Finanzas y Gestión de Empresas        |                 |
| 2022 | Torsten Persson                                                           | Suecia                             | Economía, Finanzas y Gestión de Empresas        |                 |
| 2022 | Tim Besley                                                                | Reino Unido                        | Economía, Finanzas y Gestión de Empresas        |                 |
| 2021 | Matthew Jackson                                                           | Estados Unidos                     | Economía, Finanzas y Gestión de Empresas        |                 |
| 2021 | Jean-François Le Gall                                                     | Francia                            | Ciencias básicas                                |                 |
| 2021 | Charles Fefferman                                                         | Estados Unidos                     | Ciencias básicas                                |                 |
| 2021 | Judea Pearl                                                               | Estados Unidos                     | Tecnologías de la información y la comunicación |                 |
| 2021 | Steward Pickett                                                           | Estados Unidos                     | Ecología y Biología de la Conservación          |                 |
| 2021 | Simon Levin                                                               | Estados Unidos                     | Ecología y Biología de la Conservación          |                 |
| 2021 | Lenore Fahrig                                                             | Canadá                             | Ecología y Biología de la Conservación          |                 |
| 2021 | Drew Weissman                                                             | Estados Unidos                     | Biología y Biomedicina                          | Medicina (2023) |
| 2021 | Robert S. Langer                                                          | Estados Unidos                     | Biología y Biomedicina                          |                 |
| 2021 | Katalin Karikó                                                            | Hungría                            | Biología y Biomedicina                          | Medicina (2023) |
| 2021 | Lonnie G. Thompson                                                        | Estados Unidos                     | Cambio Climático                                |                 |
| 2021 | Ellen Mosley-Thompson                                                     | Estados Unidos                     | Cambio Climático                                |                 |
| 2021 | Philip Glass                                                              | Estados Unidos                     | Música y Ópera                                  |                 |
| 2020 | Michael Grätzel                                                           | Alemania                           | Ciencias Básicas                                |                 |
| 2020 | A. Paul Alivisatos                                                        | Estados Unidos                     | Ciencias Básicas                                |                 |
| 2020 | David Julius                                                              | Estados Unidos                     | Biología y Biomedicina                          | Medicina (2021) |
| 2020 | Ardem Patapoutian                                                         | Líbano                             | Biología y Biomedicina                          | Medicina (2021) |
| 2020 | John L. Hennessy                                                          | Estados Unidos                     | Tecnologías de la Información y la Comunicación |                 |
| 2020 | David A. Patterson                                                        | Estados Unidos                     | Tecnologías de la Información y la Comunicación |                 |
| 2020 | Sandra Myrna Díaz                                                         | Argentina                          | Ecología y Biología de la Conservación          |                 |
| 2020 | Sandra Lavorel                                                            | Francia                            | Ecología y Biología de la Conservación          |                 |
| 2020 | Mark Westoby                                                              | Reino Unido                        | Ecología y Biología de la Conservación          |                 |
| 2020 | Neil Adger                                                                | Reino Unido                        | Cambio Climático                                |                 |
| 2020 | Ian Burton                                                                | Reino Unido                        | Cambio Climático                                |                 |
| 2020 | Karen O’Brien                                                             | Alemania                           | Cambio Climático                                |                 |
| 2020 | Ben Bernanke                                                              | Estados Unidos                     | Economía, Finanzas y Gestión de Empresas        |                 |
| 2020 | Nobuhiro Kiyotaki                                                         | Japón                              | Economía, Finanzas y Gestión de Empresas        |                 |
| 2020 | Mark Gertler                                                              | Canadá                             | Economía, Finanzas y Gestión de Empresas        |                 |
| 2020 | John Hardman Moore                                                        | Alemania                           | Economía, Finanzas y Gestión de Empresas        |                 |
| 2020 | Gerald Holton                                                             | Austria                            | Humanidades y Ciencias Sociales                 |                 |
| 2020 | Péter Eötvös                                                              | Hungría                            | Música y Ópera                                  |                 |
| 2019 | Arvo Pärt                                                                 | Estonia                            | Música y Ópera                                  |                 |
| 2019 | Peter Shor                                                                | Estados Unidos                     | Ciencias Básicas                                |                 |
| 2019 | Gilles Brassard                                                           | Canadá                             | Ciencias Básicas                                |                 |
| 2019 | Charles H. Bennett                                                        | Estados Unidos                     | Ciencias Básicas                                |                 |
| 2019 | Peter Howitt                                                              | Estados Unidos                     | Economía, Finanzas y Gestión de Empresas        |                 |
| 2019 | Philippe Aghion                                                           | Francia                            | Economía, Finanzas y Gestión de Empresas        |                 |
| 2019 | Shelley Taylor                                                            | Estados Unidos                     | Humanidades y Ciencias Sociales                 |                 |
| 2019 | Susan Fiske                                                               | Francia                            | Humanidades y Ciencias Sociales                 |                 |
| 2019 | David M. Sabatini                                                         | Estados Unidos                     | Biología y Biomedicina                          |                 |
| 2019 | Michael N. Hall                                                           | Estados Unidos                     | Biología y Biomedicina                          |                 |
| 2019 | Vladimir Vapnik                                                           | Rusia                              | Tecnologías de la Información y la Comunicación |                 |
| 2019 | Bernhard Schölkopf                                                        | Alemania                           | Tecnologías de la Información y la Comunicación |                 |
| 2019 | Isabelle Guyon                                                            | Francia                            | Tecnologías de la Información y la Comunicación |                 |
| 2019 | Daniel Pauly                                                              | Francia                            | Ecología y Biología de la Conservación          |                 |
| 2019 | Terry Hughes                                                              | Irlanda                            | Ecología y Biología de la Conservación          |                 |
| 2019 | Carlos M. Duarte                                                          | España                             | Ecología y Biología de la Conservación          |                 |
| 2019 | Kerry Emanuel                                                             | Estados Unidos                     | Cambio Climático                                |                 |
| 2018 | Charles Kane                                                              | Estados Unidos                     | Ciencias Básicas                                |                 |
| 2018 | Eugene Mele                                                               | Estados Unidos                     | Ciencias Básicas                                |                 |
| 2018 | Jeffrey I. Gordon                                                         | Estados Unidos                     | Biología y Biomedicina                          |                 |
| 2018 | Anny Cazenave                                                             | Francia                            | Cambio Climático                                |                 |
| 2018 | John A. Church                                                            | Australia                          | Cambio Climático                                |                 |
| 2018 | Jonathan Gregory                                                          | Reino Unido                        | Cambio Climático                                |                 |
| 2018 | Gretchen Daily                                                            | Estados Unidos                     | Ecología y Biología de la Conservación          |                 |
| 2018 | Georgina Mace                                                             | Reino Unido                        | Ecología y Biología de la Conservación          |                 |
| 2018 | Ivan Sutherland                                                           | Estados Unidos                     | Tecnologías de la Información y la Comunicación |                 |
| 2018 | Claudia Goldin                                                            | Estados Unidos                     | Economía, Finanzas y Gestión de Empresas        | Economía (2023) |
| 2018 | Noam Chomsky                                                              | Estados Unidos                     | Humanidades y Ciencias Sociales                 |                 |
| 2018 | John Adams                                                                | Estados Unidos                     | Música y Ópera                                  |                 |
| 2017 | Omar M. Yaghi                                                             | Jordania                           | Ciencias Básicas                                |                 |
| 2017 | James P. Allison                                                          | Estados Unidos                     | Biomedicina                                     | Medicina (2018) |
| 2017 | Rosemary Grant                                                            | Reino Unido                        | Ecología y Biología de la Conservación          |                 |
| 2017 | Peter Grant                                                               | Reino Unido                        | Ecología y Biología de la Conservación          |                 |
| 2017 | Shafira Goldwasser                                                        | Estados Unidos                     | Tecnologías de la Información y la Comunicación |                 |
| 2017 | Silvio Micali                                                             | Italia                             | Tecnologías de la Información y la Comunicación |                 |
| 2017 | Ronald Rivest                                                             | Estados Unidos                     | Tecnologías de la Información y la Comunicación |                 |
| 2017 | Adi Shamir                                                                | Israel                             | Tecnologías de la Información y la Comunicación |                 |
| 2017 | Timothy Bresnahan                                                         | Estados Unidos                     | Economía, Finanzas y Gestión de Empresas        |                 |
| 2017 | Ariel Pakes                                                               | Canadá                             | Economía, Finanzas y Gestión de Empresas        |                 |
| 2017 | Robert Porter                                                             | Canadá                             | Economía, Finanzas y Gestión de Empresas        |                 |
| 2017 | Kaija Saariaho                                                            | Finlandia                          | Música Contemporánea                            |                 |
| 2017 | William Nordhaus                                                          | Estados Unidos                     | Cambio Climático                                | Economía (2018) |
| 2017 | Nubia Muñoz Calero                                                        | Colombia                           | Cooperación al Desarrollo                       |                 |
| 2016 | David Cox                                                                 | Reino Unido                        | Ciencias Básicas                                |                 |
| 2016 | Bradley Efron                                                             | Estados Unidos                     | Ciencias Básicas                                |                 |
| 2016 | Emmanuelle Charpentier                                                    | Francia                            | Biomedicina                                     | Química (2020)  |
| 2016 | Jennifer Doudna                                                           | Estados Unidos                     | Biomedicina                                     | Química (2020)  |
| 2016 | Francisco Martínez Mojica                                                 | España                             | Biomedicina                                     |                 |
| 2016 | Gene E. Likens                                                            | Estados Unidos                     | Ecología y Biología de la Conservación          |                 |
| 2016 | Marten Scheffer                                                           | Países Bajos                       | Ecología y Biología de la Conservación          |                 |
| 2016 | Geoffrey Hinton                                                           | Reino Unido                        | Tecnologías de la Información y la Comunicación |                 |
| 2016 | Daron Acemoglu                                                            | Turquía                            | Economía, Finanzas y Gestión de Empresas        |                 |
| 2016 | Sofia Gubaidulina                                                         | Rusia                              | Música Contemporánea                            |                 |
| 2016 | James Hansen                                                              | Estados Unidos                     | Cambio Climático                                |                 |
| 2016 | Syukuro Manabe                                                            | Japón                              | Cambio Climático                                | Física (2021)   |
| 2015 | Stephen Hawking                                                           | Reino Unido                        | Ciencias Básicas                                |                 |
| 2015 | Viatcheslav Mukhanov                                                      | Rusia                              | Ciencias Básicas                                |                 |
| 2015 | Edward Boyden                                                             | Estados Unidos                     | Biomedicina                                     |                 |
| 2015 | Karl Deisseroth                                                           | Estados Unidos                     | Biomedicina                                     |                 |
| 2015 | Gero Miesenböck                                                           | Austria                            | Biomedicina                                     |                 |
| 2015 | Ilkka Hanski                                                              | Finlandia                          | Ecología y Biología de la Conservación          |                 |
| 2015 | Stephen Cook                                                              | Canadá                             | Tecnologías de la Información y la Comunicación |                 |
| 2015 | Georges Aperghis                                                          | Grecia                             | Música Contemporánea                            |                 |
| 2015 | Veerabhadran Ramanathan                                                   | India                              | Cambio Climático                                |                 |
| 2015 | Martin Ravallion                                                          | Australia                          | Cooperación al Desarrollo                       |                 |
| 2015 | Robert B. Wilson                                                          | Estados Unidos                     | Economía, Finanzas y Gestión de Empresas        | Economía (2020) |
| 2014 | Stephen Buchwald                                                          | Estados Unidos                     | Ciencias Básicas                                |                 |
| 2014 | Tony Hunter                                                               | Reino Unido                        | Biomedicina                                     |                 |
| 2014 | Charles Sawyers                                                           | Estados Unidos                     | Biomedicina                                     |                 |
| 2014 | Joseph Schlessinger                                                       | Estados Unidos                     | Biomedicina                                     |                 |
| 2014 | David Tilman                                                              | Estados Unidos                     | Ecología y Biología de la Conservación          |                 |
| 2014 | Leonard Kleinrock                                                         | Estados Unidos                     | Tecnologías de la Información y la Comunicación |                 |
| 2014 | Richard Blundell                                                          | Reino Unido                        | Economía, Finanzas y Gestión de Empresas        |                 |
| 2014 | David Card                                                                | Canadá                             | Economía, Finanzas y Gestión de Empresas        | Economía (2021) |
| 2014 | György Kurtág                                                             | Hungría                            | Música Contemporánea                            |                 |
| 2014 | Richard Alley                                                             | Estados Unidos                     | Cambio climático                                |                 |
| 2014 | Helen Keller International                                                | Estados Unidos                     | Cooperación al Desarrollo                       |                 |
| 2013 | Maximilian Haider                                                         | Austria                            | Ciencias Básicas                                |                 |
| 2013 | Harald Rose                                                               | Alemania                           | Ciencias Básicas                                |                 |
| 2013 | Knut Urban                                                                | Alemania                           | Ciencias Básicas                                |                 |
| 2013 | Adrian Bird                                                               | Reino Unido                        | Biomedicina                                     |                 |
| 2013 | Paul R. Ehrlich                                                           | Estados Unidos                     | Ecología y Biología de la Conservación          |                 |
| 2013 | Marvin Minsky                                                             | Estados Unidos                     | Tecnologías de la Información y la Comunicación |                 |
| 2013 | Elhanan Helpman                                                           | Israel                             | Economía, Finanzas y Gestión de Empresas        |                 |
| 2013 | Steve Reich                                                               | Estados Unidos                     | Música Contemporánea                            |                 |
| 2013 | Christopher Field                                                         | Estados Unidos                     | Cambio climático                                |                 |
| 2013 | Pratham                                                                   | India                              | Cooperación al Desarrollo                       |                 |
| 2012 | Ingrid Daubechies                                                         | Bélgica                            | Ciencias Básicas                                |                 |
| 2012 | David Mumford                                                             | Reino Unido                        | Ciencias Básicas                                |                 |
| 2012 | Douglas L. Coleman                                                        | Canadá                             | Biomedicina                                     |                 |
| 2012 | Jeffrey M. Friedman                                                       | Estados Unidos                     | Biomedicina                                     |                 |
| 2012 | Jane Lubchenco                                                            | Estados Unidos                     | Ecología y Biología de la Conservación          |                 |
| 2012 | Lotfi A. Zadeh                                                            | Azerbaiyán                         | Tecnologías de la información y la comunicación |                 |
| 2012 | Paul Milgrom                                                              | Estados Unidos                     | Economía, Finanzas y Gestión de Empresas        | Economía (2020) |
| 2012 | Pierre Boulez                                                             | Francia                            | Música Contemporánea                            |                 |
| 2012 | Susan Solomon                                                             | Estados Unidos                     | Cambio climático                                |                 |
| 2012 | Iniciativa Medicamentos para Enfermedades Olvidadas                       | Suiza                              | Cooperación al Desarrollo                       |                 |
| 2011 | Michel Mayor                                                              | Suiza                              | Ciencias Básicas                                | Física (2019)   |
| 2011 | Didier Queloz                                                             | Suiza                              | Ciencias Básicas                                | Física (2019)   |
| 2011 | Alexander Varshavsky                                                      | Estados Unidos                     | Biomedicina                                     |                 |
| 2011 | Daniel H. Janzen                                                          | Estados Unidos                     | Ecología y Conservación de la Biodiversidad     |                 |
| 2011 | Carver Mead                                                               | Estados Unidos                     | Tecnologías de la información y la comunicación |                 |
| 2011 | Angus Deaton                                                              | Escocia                            | Economía, Finanzas y Gestión de Empresas        | Economía (2015) |
| 2011 | Salvatore Sciarrino                                                       | Italia                             | Música Contemporánea                            |                 |
| 2011 | Isaac Held                                                                | Alemania                           | Cambio climático                                |                 |
| 2011 | Ciro de Quadros                                                           | Brasil                             | Cooperación al desarrollo                       |                 |
| 2010 | Gabor A. Somorjai                                                         | Estados Unidos                     | Ciencias básicas                                |                 |
| 2010 | Shin'ya Yamanaka                                                          | Estados Unidos                     | Biomedicina                                     | Medicina (2012) |
| 2010 | Edward Osborne Wilson                                                     | Estados Unidos                     | Ecología y Biología de la Conservación          |                 |
| 2010 | Donald Knuth                                                              | Estados Unidos                     | Tecnologías de la información y la comunicación |                 |
| 2010 | Lars Peter Hansen                                                         | Estados Unidos                     | Economía, Finanzas y Gestión de Empresas        | Economía (2013) |
| 2010 | Helmut Lachenmann                                                         | Alemania                           | Música Contemporánea                            |                 |
| 2010 | Nicholas Stern                                                            | Reino Unido                        | Cambio climático                                |                 |
| 2010 | Instituto Internacional de Investigación del Arroz                        | Filipinas                          | Cooperación al desarrollo                       |                 |
| 2009 | Richard Zare Michael E. Fisher                                            | Estados Unidos Reino Unido         | Ciencias básicas                                |                 |
| 2009 | Robert Lefkowitz                                                          | Estados Unidos                     | Biomedicina                                     | Química (2012)  |
| 2009 | Peter Reich                                                               | Estados Unidos                     | Ecología y Biología de la Conservación          |                 |
| 2009 | Thomas Kailath                                                            | Estados Unidos                     | Tecnologías de la información y la comunicación |                 |
| 2009 | Andreu Mas-Colell. Hugo F. Sonnenschein                                   | España. · Estados Unidos           | Economía, Finanzas y Gestión de Empresas        |                 |
| 2009 | Cristóbal Halffter                                                        | España                             | Música Contemporánea                            |                 |
| 2009 | Klaus Hasselmann                                                          | Alemania                           | Cambio climático                                | Física (2021)   |
| 2009 | Instituto de Investigación del Desarrollo de la Universidad de Nueva York | Estados Unidos                     | Cooperación al desarrollo                       |                 |
| 2008 | Juan Ignacio Cirac Sasturain Peter Zoller                                 | España · Austria                   | Ciencias básicas                                |                 |
| 2008 | Joan Massagué                                                             | España                             | Biomedicina                                     |                 |
| 2008 | Thomas Lovejoy                                                            | Estados Unidos                     | Ecología y Biología de la Conservación          |                 |
| 2008 | William Laurance                                                          | Estados Unidos                     | Ecología y Biología de la Conservación          |                 |
| 2008 | Jacob Ziv                                                                 | Israel                             | Tecnologías de la Información y la Comunicación |                 |
| 2008 | Jean Tirole                                                               | Francia                            | Economía, Finanzas y Gestión de Empresas        | Economía (2014) |
| 2008 | Steven Holl                                                               | Estados Unidos                     | Artes                                           |                 |
| 2008 | Wallace Smith Broecker                                                    | Estados Unidos                     | Cambio climático                                |                 |
| 2008 | Abdul Latif Jameel Poverty Action Lab                                     | Estados Unidos                     | Cooperación al desarrollo                       |                 |